# Monbardon
 Monbardon  là một xã thuộc tỉnh Gers trong vùng Occitanie tây nam nước Pháp. Xã này có độ cao trung bình 275 mét trên mực nước biển.